# Віктор Юханссон
Віктор Юханссон (швед. Victor Johansson, 13 вересня 1998) — шведський плавець.
Учасник Олімпійських Ігор 2020 року.
Переможець літньої Універсіади 2019 року.